# Hoedenmakersstraat
De Hoedenmakersstraat is een straat in de Sint-Gilliswijk van Brugge.

## Geschiedenis
Reeds vroeg stond op het eind van de straat, tegen de Sint-Clarastraat aan, een landgoed dat in 1302 toebehoorde aan Pieter de Hoedemakere. De oorspronkelijke naam was 'Rozenburg', maar meestal had men het over het Hoedemakerskasteel. De straat die ernaartoe leidde werd ernaar genoemd.
In de 16e eeuw was deze familie verdwenen en vergeten. In 1537 is in een akte te lezen: la rue des chappeliers qui se dit en thyois: de Hoedemakersstrate. Men dacht toen dus dat het om de straat van de hoedenmakers ging.
De Hoedenmakersstraat loopt van de Augustijnenrei naar de Annuntiatenstraat. Een kleine zijstraat kreeg de naam Kleine Hoedenmakersstraat. Dit straatje loopt van de Hoedenmakersstraat naar de Sterstraat.